# Лю Сун (снукерист)
Лю Сун (кит. упр. 刘崧, пиньинь Liú Sōng) — китайский профессиональный игрок в снукер. Начиная с 2003 года играет в мэйн-туре.

## Карьера
Свою карьеру в качестве профессионала Лю начал после финала чемпионата мира Under-21 в Новой Зеландии, где он проиграл Нилу Робертсону. Он стал первым китайцем, которому удалось пройти квалификацию на рейтинговый турнир (Welsh Open 2004). Это и другие достижения позволили ему остаться в мэйн-туре на следующий год, однако по окончании сезона 2004/05 Лю потерял прописку в сильнейшем дивизионе. Чтобы возвратиться туда, ему пришлось играть в серии матчей PIOS. Там он великолепно проявил себя, закончив сезон первым, и снова оказался в Top-96 на сезон 2006/07.
В 2006 году Лю Суну удалось выйти в 1/32 финала Чемпионата Великобритании. Также он вышел в 1/32 Northern Ireland Trophy сезона 2007/08. Лучшим выступлением Лю в рейтинговом турнире стал четвертьфинал Гран-при в Абердине в октябре 2007 года, где китаец занял 2-е место в группе, оставив не у дел Мэттью Стивенса и Марка Селби, обыграл Стивена Магуайра в 1/8-й, а затем проиграл Марко Фу. Хотя во второй половине сезона ему не удалось пройти квалификацию на другие турниры, он значительно поднялся в рейтинге.
По итогам сезона 2009/10 Сун занял 82 место в официальном рейтинге и снова выбыл из мэйн-тура.
В течение сезона из-за полугодовой дисквалификации Джона Хиггинса Лю Сун участвовал в официальных турнирах мэйн-тура, не попав лишь на чемпионат Великобритании. Уже во время чемпионата стало известно о том, что тур покидает Патрик Айнсле, и его место достанется Лю Суну. Сун обеспечил себе участие в мэйн-туре на следующий сезон, во многом благодаря тому, что вошёл в восьмёрку игроков, набравших необходимое количество очков в розыгрыше Players Tour Championship.

## Особенности игры
Лю Сун — один из немногих снукеристов, который пользуется специальными очками с расширенными линзами для лучшего обзора стола. В игре он всегда использует классический стиль с разумным и осмотрительным подходом.

## Достижения в карьере
- Гран-при четвертьфиналист — 2007
- Чемпионат Великобритании 1/32 финала — 2006
- Трофей Северной Ирландии 1/32 финала — 2006
- Welsh Open 1/32 финала — 2004